# Anochetus longispinus
Anochetus longispinus är en myrart som beskrevs av Wheeler 1936. Anochetus longispinus ingår i släktet Anochetus och familjen myror. Inga underarter finns listade i Catalogue of Life.